# 彼と東京
『彼と東京』（かれととうきょう）は、1928年に公開された牛原虚彦監督の日本映画。
1928年度第5回キネマ旬報ベストテン日本映画部門にて5位に入賞した。

## スタッフ
- 監督 - 牛原虚彦[1]
- 脚本 - 北村小松
- 原作 - 北村小松[1]
- 撮影 - 水谷文次郎[1]

## キャスト
- 鈴木伝明 [1]
- 八雲恵美子 [1]
- 水島亮太郎[1]
- 坂本武 [1]
- 小林十九二[1]
- 斎藤達雄[1]